# Tempio romano di Ithriyah
Il tempio romano di Ithriyah è un'architettura religiosa situato nella omonima citta' in Siria, nel governatorato di Hama. 

## Descrizione
Il tempio venne eretto durante il III secolo e dedicato ad una divinità non nota. Dell'edificio originario rimane ben conservata la cella, decorata esternamente da lesene, il portale d'ingresso e parte della trabeazione. 
Già difficilmente raggiungibile, in quanto situato lontano dai comuni itinerari turistici, giace attualmente in una zona interessata dalla guerra civile siriana.